# Batrachedra sterilis
Batrachedra sterilis là một loài bướm đêm thuộc họ Blastobasidae. Nó được tìm thấy ở Úc.